# Федеріко Турріні
Федеріко Турріні (італ. Federico Turrini, 21 липня 1987) — італійський плавець.
Учасник Олімпійських Ігор 2012, 2016 років.
Призер Чемпіонату Європи з водних видів спорту 2014, 2016 років.
Призер Чемпіонату Європи з плавання на короткій воді 2010, 2013 років.